# ساندینیستا!
ساندینیستا! (به انگلیسی: Sandinista!) چهارمین آلبوم استودویی گروه پانک راک بریتانیایی، د کلش است. این آلبوم در ۱۲ دسامبر ۱۹۸۰ به صورت یک آلبوم سه دیسکه که ۳۶ ترانه داشت و در هر طرف دیسک‌ها ۶ ترانه قرار داده شده بود، منتشر شد. نام آلبوم اشاره به ساندیستاها در نیکاراگوئه و شماره کاتالوگ آنها، 'FSLN1' دارد که آن هم اشاره‌ایست به مخفف نام اسپانیایی این حزب، Frente Sandinista de Liberación Nacional. آلبوم ساندینیستا در نظرسنجی منتقدین در مجله The Village Voice به عنوان بهترین آلبوم پاز اند جاپ سال انتخاب شد و در فهرست ۵۰۰ آلبوم برتر همه دوران‌ها که توسط رولینگ استون منتشر می‌شود هم رتبه ۴۰۴ را از آن خود کرد. Slant Magazine هم در سال ۲۰۱۲ در فهرست بهترین آلبوم‌های دهه ۸۰ میلادی، ساندینیستا را در رده ۸۵ قرار داد. این آلبوم از سبک‌ها موسیقایی مختلفی تشکیل شده و برای اولین بار، ترانه‌ها به جای منتسب شدن به میک جونز و جو استرامر، به کل گروه، The Clash منتسب شده‌اند. گروه به خاطر اینکه این آلبوم سه دیسکه با قیمت پایین عرضه شود، از حق امتیازهای خود کاست.